# L'Enfant (film, 1913)
Pour les articles homonymes, voir L'Enfant.
L'Enfant (en suédois : Barnet) est un film muet suédois, sorti en 1913 et dirigé par Mauritz Stiller.

## Fiche technique
- Réalisateur : Mauritz Stiller
- Production : Svenska Biografteatern AB

## Distribution
- Lili Beck
- Einar Fröberg
- Anna Norrie
- Victor Sjöström